# NGC 779
NGC 779 je galaksija u zviježđu Kit.

## Vanjske poveznice
- SEDS: NGC 779